# Median Kliniken

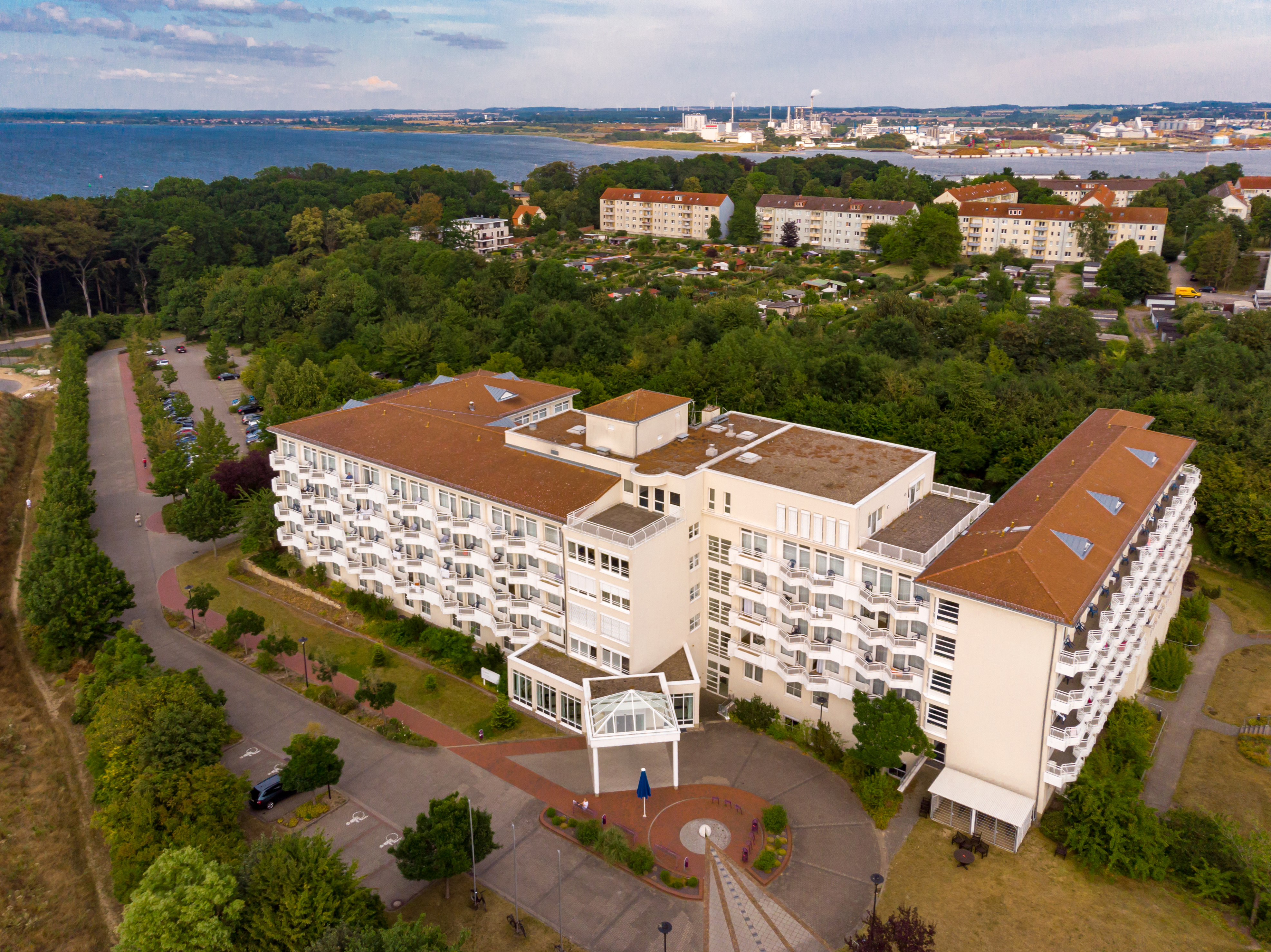
Median-Klinik Wismar

Die Median Unternehmensgruppe B.V. & Co. KG ist eine in Deutschland ansässige und tätige Klinikgruppe mit derzeit über 120 Rehabilitationskliniken, Krankenhäusern, Therapiezentren, Ambulanzen und Wiedereingliederungseinrichtungen und etwa 20.000 Betten mit Sitz in Berlin. Der Unternehmensverbund beschäftigt etwa 27.000 Mitarbeiter. Besondere medizinische Schwerpunkte sind die neurologische, kardiologische, psychosomatische und orthopädische Rehabilitation sowie die Rehabilitation, Adaption und Soziotherapie bei Abhängigkeitserkrankungen. Neben Fachkliniken gehören auch akutmedizinisch orientierte Einrichtungen zum Unternehmensverbund.

## Geschichte
Die Geschichte des Unternehmens wurde in den ersten 40 Jahren maßgeblich durch die Gründer, langjährigen Eigentümer und Geschäftsführer des Unternehmens, Erich Marx und Axel Steinwarz, geprägt. Sie hatten ihre Beteiligung 2009 an die international tätige Beteiligungsgesellschaft Advent International und das Londoner Immobilien- und Private-Equity-Unternehmen Marcol veräußert, um den Generationswechsel zu ermöglichen. Zugleich zogen sie sich aus der Geschäftsführung zurück. Der Finanzinvestor Waterland Private Equity übernahm 2014 die Anteile von Advent International und Marcol und kündigte die Verschmelzung mit den RHM Klinik- und Altenheimbetrieben an, von denen er auch Mehrheitsgesellschafter ist.

### Wachstum
Ende 2010 gaben die Median Kliniken GmbH die vollständige Übernahme des Gesundheitsunternehmens Pitzer Kliniken bekannt. Mit der Übernahme der Oberrheinischen Kliniken in Baden-Württemberg im Jahr 2011 gehören sechs weitere medizinische Einrichtungen zum Klinikkonzern und damit erstmals auch zwei Pflegeheime.
Im November 2013 wurde die Übernahme des Gesundheitsparks Bad Gottleuba durch die Median Kliniken wirksam. Bei dem aus einer Reihe von Kliniken bestehenden Komplex im Einzugsbereich der sächsischen Landeshauptstadt Dresden handelt es sich um ein Klinikzentrum mit etwa 580 Betten, in dem jährlich rund 7.000 Patienten rehabilitiert werden. Die fünf Fachkliniken mit etwa 400 Mitarbeitern sind auf die Indikationen Orthopädie, Psychosomatik und Innere Medizin spezialisiert. Integriert ist auch eine Familienklinik mit einem umfangreichen Behandlungs- und Betreuungsangebot für Erwachsene und Kinder einschließlich einer staatlich anerkannten Schule.
Im März 2014 hat Median Kliniken das Reha-Zentrum Gyhum übernommen. Zu dem 1988 gegründeten Reha-Zentrum in Niedersachsen gehören die Fachklinik für Orthopädie mit ca. 130 Betten, für Geriatrie mit rund 105 Betten und für Neurologie mit 81 Betten sowie eine geriatrische Akutabteilung mit 22 Betten.
Im Oktober 2014 wurde bekannt, dass der Investor Waterland die Beteiligungen von den Firmen Marcol und Advent übernahm. Eine Fusion mit den RHM Klinik- und Altenheimbetrieben, die ebenfalls Waterland gehören, wurde in zwei Schritten 2014/15 vollzogen. Im Juli 2016 wurde bekannt, dass Median die AHG Allgemeine Hospitalgesellschaft übernehmen wird.
Am 1. Juni 2017 gab das Unternehmen bekannt, dass die Frankenpark Klinik im bayerischen Staatsbad Bad Kissingen und das Rehazentrum Wilhelmshaven (eine Rehabilitationsklinik für Orthopädie und Neurologie) zukünftig zu Median gehören werden.
Ende August 2018 hat Median das Klinikzentrum Mühlengrund im hessischen Bad Wildungen übernommen.

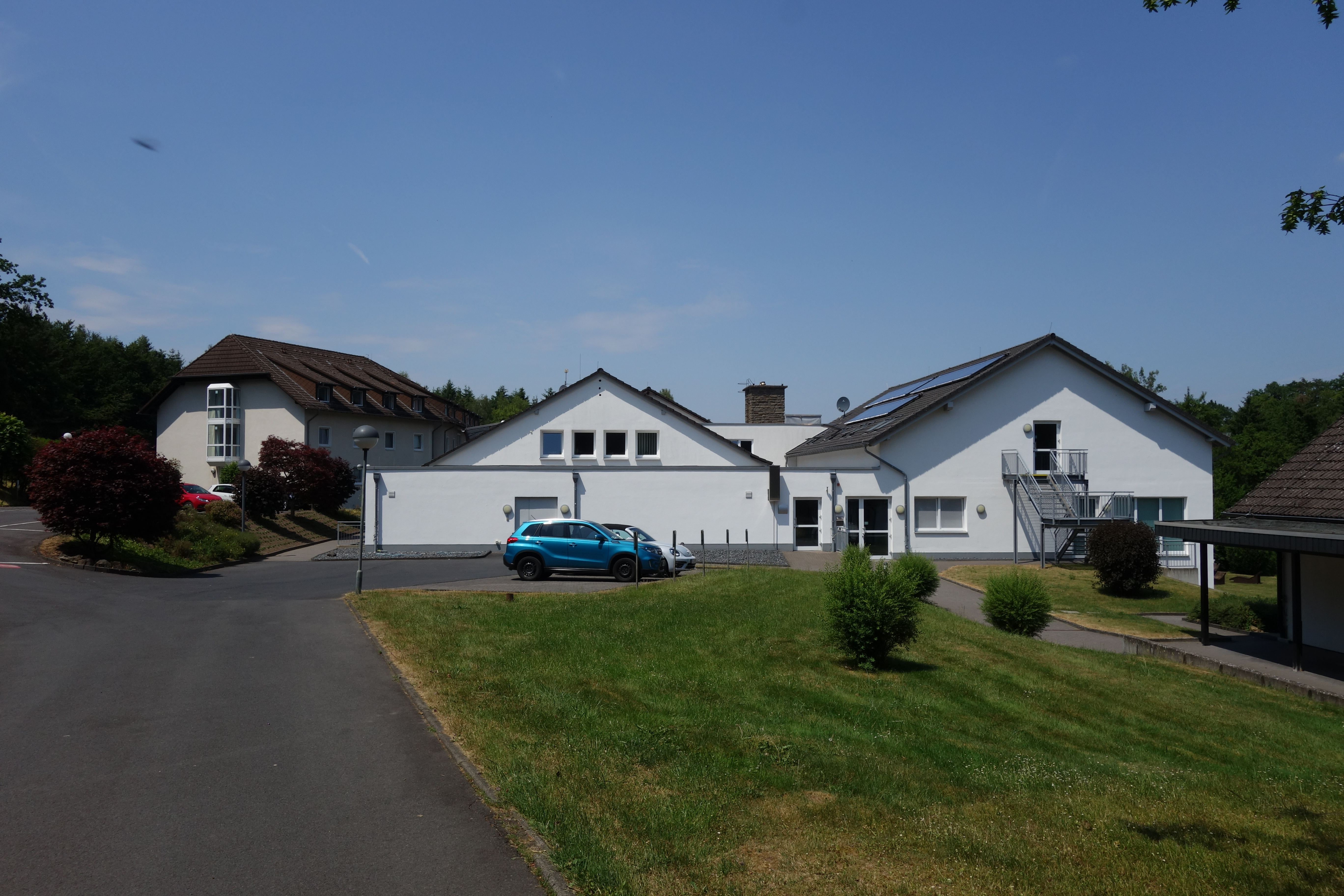
Median Klinik Wied, Haus Mühlental

Die Kliniken Wied GmbH & Co. KG, mit den beiden Kliniken Haus Mühlental in Wied und Haus Sonnenhang in Steimel, wurden Anfang 2019 als Median Klinik Wied durch die Median Unternehmensgruppe übernommen. Die Klinik Eschenburg im hessischen Lahn-Dill-Kreis und das Ambulante Kardiologische Reha-Zentrum „Rhein-Reha“ in Düsseldorf wurden im Juli 2019 gezeichnet. Das Reha-Zentrum „Rhein-Reha“ wurde dann ab Januar 2020 organisatorisch in das bereits bestehende Median Ambulante Gesundheitszentrum Düsseldorf eingegliedert.
Im Mai 2021 gab Median die Übernahme des AKG Reha-Zentrums im Ostseeheilbad Graal-Müritz nahe Rostock bekannt, das zum 30. Juni 2021 in die Unternehmensgruppe integriert wurde. Zum Standort gehören die als MEDIAN Reha-Zentrum Graal-Müritz weitergeführten Fachkliniken für Orthopädie und Atemwegskrankheiten und Allergien sowie die Median Kinderklinik „Tannenhof“ Graal-Müritz.

### Europäische Expansion
Der Startschuss für die europäische Expansion von Median fiel Anfang 2021: Im Januar erwarb der Median Investor Waterland Private Equity das Gesundheitsunternehmen Priory, den in Großbritannien führenden Betreiber von Krankenhäusern und Soziotherapien zur Behandlung von psychischen Krankheiten und Lernbehinderungen der nach einer Care Quality Commission-Untersuchung wegen der Behandlung von Patienten im Zusammenhang mit mindestens 30 Todesfällen kritisiert wurde. Im Oktober 2021 erfolgte der rechtliche Zusammenschluss von Median und Priory unter der neuen gemeinsamen Holding Median B.V. Diese versorgt nunmehr mit mehr als 35.000 Mitarbeitenden in Deutschland, Großbritannien und Nordirland jedes Jahr rund 250.000 Patienten in mehr als 410 Kliniken und Einrichtungen und ist damit einer der führenden europäischen Anbieter in den Bereichen medizinische Rehabilitation, mentale Gesundheit und Soziotherapie.

## Einrichtungen und Standorte

### Baden-Württemberg
- Median AGZ Stuttgart
- Median Klinik Hohenlohe, Bad Mergentheim
- Median Vesalius-Klinik Bad Rappenau
- Median Haus St. Georg Bad Krozingen
- Median Klinik St. Georg Bad Dürrheim
- Median Klinik Gunzenbachhof Baden-Baden
- Median Achertal-Klinik Ottenhöfen
- Median Klinik Wilhelmsheim

### Bayern
- Median Buchberg-Klinik Bad Tölz
- Median Frankenparkklinik Bad Kissingen

### Berlin
- Median Klinik Berlin-Kladow

### Brandenburg
- Median Fontana-Klinik Bad Liebenwerda
- Median Psychotherapeutische Klinik Bad Liebenwerda
- Median Klinik Grünheide
- Median Klinik Hoppegarten

### Hessen
- Median Klinik Odenwald
- Median Klinik Odenwald – Fachkrankenhaus
- Median Klinik Richelsdorf
- Median Hohenfeld-Klinik Bad Camberg
- Median Kaiserberg-Klinik Bad Nauheim
- Median Klinik am Südpark Bad Nauheim
- Median Kinzigtal-Klinik  Bad Soden-Salmünster
- Median Klinik Schlangenbad
- Median Reha-Zentrum Wiesbaden Sonnenberg
- Median Klinik NRZ Wiesbaden
- Median Klinik Wigbertshöhe
- Median Soziotherapeutischen Zentrum Haus Seeblick
- Median Klinik Mühlengrund Bad Wildungen
- Median Klinik Eschenburg

### Mecklenburg-Vorpommern
- Median Klinik Mecklenburg
- Median Therapiezentrum Ravensruh
- AHG Klinik Waren
- Median Klinik Schweriner See
- Median Klinik Bad Sülze
- Median Klinik Heiligendamm
- Median Klinik Wismar
- Median Klinik Graal-Müritz
- Median Kinderklinik „Tannenhof“ Graal-Müritz
- Median Klinik Kühlungsborn

### Niedersachsen
- Median Zentrum für Verhaltensmedizin Bad Pyrmont – Klinik für Psychosomatik
- Median Zentrum für Verhaltensmedizin Bad Pyrmont – Fachkrankenhaus
- Median Parkklinik Bad Rothenfelde
- Median Salze Klinik Bad Salzdetfurth
- Median Klinik Gyhum
- Median Ambulantes Therapiezentrum Hannover
- Median Klinik Wilhelmshaven

### Nordrhein-Westfalen
- Median Klinik Dormagen

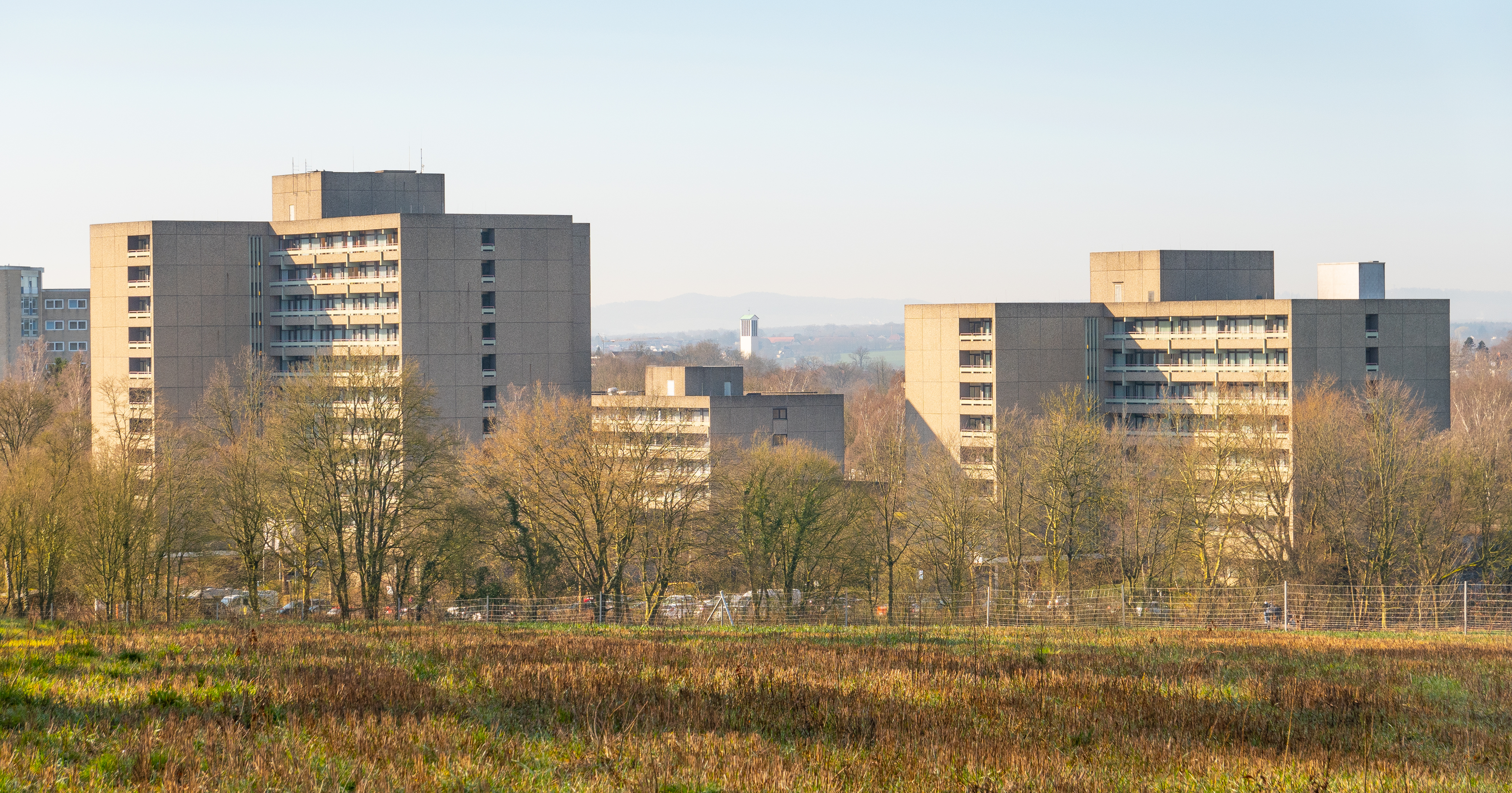
Median Klinik am Burggraben in Bad Salzuflen

- Median Klinik Am Park Bad Oeynhausen
- Median Klinik am Burggraben Bad Salzuflen
- Median NRZ Bad Salzuflen
- Median Therapiezentrum Haus Dondert
- Median Therapiezentrum Haus Werth Duisburg
- Median Adaptionshaus Duisburg
- Median AGZ Düsseldorf
- Median Therapiezentrum Haus Eller
- Median Therapiezentrum Haus Grefrath
- Median Therapiezentrum und Adaptionshaus Köln
- Median Gesundheitszentrum Köln
- Median Therapiezentrum Loherhof
- Median Therapiezentrum Haus Remscheid
- Median Therapiezentrum Haus Welchenberg
- Median Therapiezentrum Haus Willich

### Rheinland-Pfalz
- Median Klinik für Psychosomatik Bad Dürkheim
- Median Gesundheitsdienste Koblenz
- Median Tagesklinik Grünstadt
- Median Tagesklinik Neustadt a.d. Weinstraße
- Median AGZ Ludwigshafen
- Median Klinik Am Waldsee
- Median Klinik Tönisstein
- Median Klinik Daun – Thommener Höhe
- Median Kliniken Daun Fachambulanz Sucht
- Median Kliniken Daun – Adaptionshaus
- Median Kliniken Daun – Altburg
- Median Kliniken Daun – Am Rosenberg
- Median Reha-Zentrum Bad Bertrich
- Median Albert-Schweitzer-Haus Bad Dürkheim
- Median Haus Talblick Bad Dürkheim
- Median Wohn- und Pflegeheim Pfalzstift Bad Dürkheim
- Median Soziotherapeutisches Zentrum Bad Dürkheim
- Median Privatklinik Berggarten Deidesheim
- Median Klinik Sonnenwende Bad Dürkheim
- Median Rhein-Haardt-Klinik Bad Dürkheim
- Median Park-Klinik Bad Dürkheim
- Median Ambulantes Gesundheitszentrum Bad Dürkheim
- Reha-Zentrum Bernkastel-Kues mit den Kliniken
  - Bernkastel
  - Burg Landshut
  - Moselhöhe
  - Moselschleife
- Median Therapiezentrum Germersheim
- Median Therapiezentrum Bassenheim
- Median Klinik Wied

### Saarland
- Median Klinik Münchwies
- Median Klinik Berus
- Median Klinik Berus – Fachkrankenhaus

### Sachsen-Anhalt
- Median Saale Klinik Bad Kösen Klinik I
- Median Saale Klinik Bad Kösen Klinik II
- Median Kinderklinik „Am Nicolausholz“ Bad Kösen
- Median Jugendhaus „Am Nicolausholz“ Bad Kösen
- Median Klinik Flechtingen
- Median Klinik Kalbe
- Median Klinik NRZ Magdeburg
- Median Klinik Elbe-Saale

### Sachsen
- Median Klinik Bad Gottleuba
- Median Klinik Bad Lausick
- Median Klinik Berggießhübel
- Median Ambulantes Gesundheitszentrum Leipzig
- Median Zentrum für Rehabilitation Schmannewitz
- Median Klinik Brandis

### Schleswig-Holstein
- Median Klinik Lübeck (bis 2018, an Ameos verkauft)[10]
- Median Klinik Lübeck – Fachkrankenhaus (bis 2018)
- Median Adaptionshaus Lübeck (bis 2018)

### Thüringen
- Median Klinik Römhild
- Median Reha-Zentrum Bad Berka Ilmtal-Klinik
- Median Reha-Zentrum Bad Berka Adelsberg-Klinik
- Median Heinrich-Mann-Klinik Bad Liebenstein
- Median Klinik Bad Lobenstein
- Median Klinik Bad Tennstedt